# Marija Timofeeva
Marija Glebovna Timofeeva (in russo Мари́я Гле́бовна Тимофе́ева?; Mosca, 18 novembre 2003) è una tennista russa.

## Carriera

### Junior
Nel 2017 vince il Les Petits As, campionato mondiale juniores, sia in singolare che in coppia insieme alla connazionale Oksana Selechmet'eva.

### Professionista
Marija Timofeeva ha vinto 6 titoli in singolare e 6 titoli nel doppio nel circuito ITF in carriera. Il 16 ottobre 2023 ha raggiunto il best ranking in singolare raggiungendo la 122ª posizione mondiale, mentre il 13 febbraio 2023 arriva alla 179ª posizione in doppio.
Nell'estate del 2023, Marija coglie la sua prima finale in carriera a livello WTA nel primo tabellone principale disputato in assoluto a Budapest: da lucky loser, batte l'ex top-20 Saville, elimina la connazionale Šnaider col punteggio di 6–1 6–1, e la slovena Juvan nei quarti. Nel penultimo atto, supera l'ex semifinalista slam Nadia Podoroska, divenendo la prima finalista classe 2003 in un torneo '250' del circuito maggiore. Nell'ultimo atto, la russa si impone su Kateryna Baindl per 6–3, 3–6, 6–0, conquistando il suo primo titolo WTA. Grazie al successo, sale nel ranking tra le prime 130 del mondo.
A inizio 2024, Timofeeva passa per la prima volta in carriera le qualificazioni per uno slam, entrando nel tabellone principale dell'Australian Open: al primo turno, ha la meglio sulla veterana Alizé Cornet (6-2 6-4). Al secondo round, sconfigge in rimonta l'ex numero 1 del mondo e campionessa del torneo Caroline Wozniacki (1-6 6-4 6-1), accedendo al terzo turno, dove batte la n°10 del seeding Haddad Maia in due set. La russa raggiunge così gli ottavi di finale, dove cede nettamente il passo a Marta Kostjuk (2-6 1-6).

## Statistiche WTA

### Singolare

#### Vittorie (1)
| Legenda              |
| -------------------- |
| Grande Slam (0)      |
| Ori Olimpici (0)     |
| WTA Finals (0)       |
| WTA Elite Trophy (0) |
| Dal 2021             |
| WTA 1000 (0)         |
| WTA 500 (0)          |
| WTA 250 (1)          |

| N. | Data           | Torneo                         | Superficie  | Avversaria in finale | Punteggio     |
| 1. | 23 luglio 2023 | Hungarian Grand Prix, Budapest | Terra rossa | Kateryna Baindl      | 6-3, 3-6, 6-0 |

## Statistiche ITF

### Singolare

#### Vittorie (6)
| Torneo $100.000 (1) |
| Torneo $80.000 (0)  |
| Torneo $60.000 (0)  |
| Torneo $40.000 (1)  |
| Torneo $25.000 (1)  |
| Torneo $15.000 (3)  |

| N. | Data              | Torneo                                       | Superficie  | Avversaria in finale | Score       |
| 1. | 29 settembre 2019 | GD Tennis Cup Series, Adalia                 | Cemento     | Svenja Ochsner       | 7–6(3), 7-5 |
| 2. | 9 febbraio 2020   | Magic Tours, Monastir                        | Cemento     | Karin Kennel         | 7-5, 6-4    |
| 3. | 25 aprile 2021    | Egypt ITF World Tennis Tour, Il Cairo        | Terra rossa | Sandra Samir         | 6-3, 6-3    |
| 4. | 26 giugno 2022    | Raanana Women's Tennis Tournament, Ra'anana  | Cemento     | Valerija Savinych    | 6-1, 6-2    |
| 5. | 15 gennaio 2023   | Magic Tours, Monastir                        | Cemento     | Sakura Hosogi        | 7-5, 6-4    |
| 6. | 27 luglio 2025    | Figueira da Foz Ladies Open, Figueira da Foz | Cemento     | Alina Korneeva       | 6-3, 6-0    |

#### Sconfitte (4)
| Torneo $100.000 (0) |
| Torneo $80.000 (0)  |
| Torneo $60.000 (0)  |
| Torneo $40.000 (1)  |
| Torneo $25.000 (2)  |
| Torneo $15.000 (1)  |

| N. | Data             | Torneo                                      | Superficie  | Avversaria in finale | Score         |
| 1. | 16 febbraio 2020 | Magic Tours, Monastir                       | Cemento     | Ilona Ghioroaie      | 5-7, 1-6      |
| 2. | 19 giugno 2022   | Raanana Women's Tennis Tournament, Ra'anana | Cemento     | Polina Kudermetova   | 6-4, 4-6, 5-7 |
| 3. | 2 aprile 2023    | Murska Sobota Open, Murska Sobota           | Cemento (i) | Magali Kempen        | 5-7, 5-7      |
| 4. | 23 aprile 2023   | Egypt Women's Future, Sharm el-Sheikh       | Cemento     | Tímea Babos          | 4-6, 1-6      |

### Doppio

#### Vittorie (6)
| Torneo $100.000 (0) |
| Torneo $80.000 (0)  |
| Torneo $60.000 (1)  |
| Torneo $40.000 (0)  |
| Torneo $25.000 (3)  |
| Torneo $15.000 (2)  |

| N. | Data            | Torneo                                      | Superficie  | Compagna           | Avversarie in finale               | Score               |
| 1. | 6 febbraio 2021 | Magic Tours, Monastir                       | Cemento     | Linda Fruhvirtová  | Nina Radovanovic Sopiko Cickišvili | 6–1, 6–2            |
| 2. | 24 aprile 2021  | Egypt ITF World Tennis Tour, Il Cairo       | Terra rossa | Elina Avanesjan    | Isabelle Haverlag Merel Hoedt      | 1–6, 6–4, [10–8]    |
| 3. | 17 luglio 2021  | President's Cup, Nur-Sultan                 | Cemento     | Alina Čaraeva      | Evgenija Levašova Laura Pigossi    | 7–6(5), 2–6, [10–6] |
| 4. | 16 aprile 2022  | ITF Women's Asia/Oceania, Chiang Rai        | Cemento     | Gozal' Aınıtdınova | Momoko Kobori Luksika Kumkhum      | 2-6, 7-5, [10-4]    |
| 5. | 25 giugno 2022  | Raanana Women's Tennis Tournament, Ra'anana | Cemento     | Sof'ja Lansere     | Elena-Teodora Cadar Fanny Stollár  | 6-3, 7-6(5)         |
| 6. | 16 luglio 2022  | Schönbusch Open, Aschaffenburg              | Terra rossa | Irina Chromačëva   | Karolína Kubáňová Ivana Šebestová  | 6-2, 5-7, [10-3]    |

#### Sconfitte (9)
| Torneo $100.000 (0) |
| Torneo $80.000 (0)  |
| Torneo $60.000 (4)  |
| Torneo $40.000 (0)  |
| Torneo $25.000 (5)  |
| Torneo $15.000 (0)  |

| N. | Data             | Torneo                                          | Superficie  | Compagna           | Avversarie in finale                        | Score             |
| 1. | 29 agosto 2021   | Verbier Open, Verbier                           | Terra rossa | Diāna Marcinkēviča | Ėrika Andreeva Ekaterina Makarova           | 1-6, 4-6          |
| 2. | 22 gennaio 2022  | Magic Hotel Tours, Monastir                     | Cemento     | Amina Anšba        | Eudice Chong Cody Wong Hong-yi              | 0-6, 1-6          |
| 3. | 29 gennaio 2022  | Magic Hotel Tours, Monastir                     | Cemento     | Hanna Kubarava     | Eudice Chong Han Na-lae                     | 5-7, 3-6          |
| 4. | 26 febbraio 2022 | Nur-Sultan International Tournament, Nur-Sultan | Cemento (i) | Anna Sisková       | Ekaterina Makarova Linda Nosková            | 2-6, 3-6          |
| 5. | 5 marzo 2022     | Nur-Sultan Challenger, Nur-Sultan               | Cemento     | Anna Sisková       | Kamilla Bartone Ekaterina Makarova          | 6-1, 5-7, [8-10]  |
| 6. | 19 marzo 2022    | Antalya Series, Adalia                          | Terra rossa | Amina Anšba        | Diana Šnaider Amarissa Kiara Tóth           | 4-6, 2-6          |
| 7. | 11 giugno 2022   | Engie Open de Biarritz, Biarritz                | Terra rossa | María Carlé        | Anna Danilina Valerija Strachova            | 6-2, 3-6, [12-14] |
| 8. | 19 novembre 2022 | Meitar Open, Meitar                             | Cemento     | Hanna Kubarava     | Valentini Grammatikopoulou Ekaterina Jašina | 3-6, 5-7          |
| 9. | 10 febbraio 2023 | Engie Open de l'Isère, Grenoble                 | Cemento (i) | Sof'ja Lansere     | Freya Christie Ali Collins                  | 4-6, 3-6          |